# The Short Films of David Lynch
The Short Films of David Lynch (2002) è un DVD che raccoglie i primi cortometraggi del regista statunitense David Lynch.
Questa raccolta non include i cortometraggi realizzati dal regista negli anni 2000, elencati nella sua filmografia.
I corti sono elencati in ordine cronologico, con una breve descrizione. Il DVD contiene un'introduzione di Lynch per ciascuno dei filmati, che possono essere visionati individualmente o in sequenza.

## Six Men Getting Sick (Six Times)
(David Lynch a proposito del cortometraggio)
1967 - Six Men Getting Sick (Six Times) (t.l.: Sei Uomini Che Si Ammalano (Sei volte)). Originariamente senza sottotitolo, Six Men Getting Sick è una videoinstallazione composta da un'animazione di un minuto proiettata in loop su una scultura che fa da schermo. La scultura raffigura tre figure umane (basate su calchi della testa di Lynch ad opera di Jack Fisk) che entrano quindi a far parte della scena. Il corto mostra sei persone che si ammalano, si tengono lo stomaco e la testa con le mani ed infine vomitano.
Lynch realizzò quest'opera durante il suo secondo anno alla Pennsylvania Academy of the Fine Arts. La scuola all'epoca organizzava una mostra annuale di scultura e pittura sperimentale a cui Lynch partecipò nell'estate del 1966. Alle proiezioni egli aggiunse il suono di una sirena (anch'esso in loop) che accompagnava le immagini. La realizzazione costò a Lynch 200$, una cifra consistente per uno studente di pittura negli anni '60, e pertanto il corto fu considerato dal regista principalmente come un esperimento estemporaneo che non avrebbe avuto dei seguiti.

## The Alphabet
1968 - The Alphabet (t.l.: L'alfabeto) combina animazione in stop motion e recitazione. Lo stile surrealista della trama racconta simbolicamente gli effetti negativi dell'educazione e, soprattutto il blocco psicologico nei confronti dell'apprendimento dell'alfabeto, criticando anche il metodo educativo (nel filmato si sente la bambina ricordare all'ascoltatore che dobbiamo ricordarci che si ha a che fare con "forme umane", discriminando così il metodo educativo, ad esempio meccanico). Tale esperienza segnò Lynch stesso da bambino, che, difatti, si dedicò maggiormente all'arte e al linguaggio visivo. È realizzato a colori con un sonoro spesso distorto e dura 4 minuti.
L'idea per The Alphabet arrivò dalla nipote di Peggy Lentz (moglie del regista dal 1967 al 1974) che "una notte ebbe un incubo e ripeteva l'alfabeto nel sonno in modo tormentato. Così questo è più o meno quello che ha innescato 'The Alphabet'." Grazie a questo cortometraggio, Lynch ricevette un premio di produzione dall'American Film Institute che gli conferì una piccola notorietà e gli consentì di girare il successivo The Grandmother.

## The Grandmother
1970 - The Grandmother (t.l.: La nonna) combina animazione in stop motion e recitazione. La trama verte su un bambino che fa crescere una nonna da un seme per cercare di sfuggire agli abusi dei suoi genitori. È stato girato a colori e non presenta dialoghi ma solo effetti sonori. L'unica parola pronunciata durante tutto il mediometraggio è il nome del ragazzino, Matt. Dura 34 minuti ed è stato girato, per gli interni, nell'allora appartamento di Lynch, con l'aiuto di amici, vicini di casa e altri non-professionisti.

## The Amputee
1974 - The Amputee (t.l.: L'amputata) è stato realizzato per l'American Film Institute e mostra una donna che cerca di scrivere una lettera mentre un'infermiera (interpretata dallo stesso Lynch) cerca di medicarle il tampone della gamba. Esistono due versioni del corto, di 5 e 4 minuti, girate approfittando di due nastri video di test in bianco e nero che l'American Film Institute stava valutando in vista di un acquisto in grandi quantità.

## The Cowboy and the Frenchman
1988 - The Cowboy and the Frenchman (t.l.: Il cowboy e il francese) è un cortometraggio realizzato per la televisione francese come parte della serie The French as seen by.... Gli interpreti sono Harry Dean Stanton, Frederic Golchan e Jack Nance e la durata è di 26 minuti. Prima commedia del regista, in essa Lynch rilegge in chiave ironica gli stereotipi dei francesi e dei cowboy risolvendo il tutto in una surreale notte di musica, occasione di incontro di due culture inizialmente inconciliabili.

## Premonition Following an Evil Deed
1995 - Lumière: Premonition Following an Evil Deed (t.l.: Lumière: premonizione che segue un'azione cattiva) fu originariamente incluso nel film del 1995 Lumière and Company, in cui quaranta registi acclamati crearono piccoli corti usando l'originale cinématographe inventato dai fratelli Lumière con le stesse limitazioni degli operatori pionieri. L'iniziativa venne lanciata dalla fotografa Sarah Moon in occasione del centenario dalla nascita della macchina da presa dei Lumières. Dura 55 secondi.